# Голсен
Голсен (њем. Golßen) град је у њемачкој савезној држави Бранденбург. Једно је од 37 општинских средишта округа Даме-Шпревалд. Према процјени из 2010. у граду је живјело 2.661 становника. Посједује регионалну шифру (AGS) 12061164.

## Географски и демографски подаци
Голсен се налази у савезној држави Бранденбург у округу Даме-Шпревалд. Град се налази на надморској висини од 58 метара. Површина општине износи 63,3 km². У самом граду је, према процјени из 2010. године, живјело 2.661 становника. Просјечна густина становништва износи 42 становника/km².